# 泰马 (艾奥瓦州)
泰馬（英語：Tama）是一個位於美國愛荷華州泰馬縣的城市。

## 地理
泰馬的座標為41°57′58″N 92°34′30″W / 41.96611°N 92.57500°W，而該地的平均海拔高度為256米（即840英尺）。

## 人口
根據2010年美國人口普查的數據，泰馬的面積為8.83平方千米，當中陸地面積為8.44平方千米，而水域面積為0.39平方千米。當地共有人口2877人，而人口密度為每平方千米325人。